# 營盤古墓
24°55′09″N 121°15′51″E / 24.919304°N 121.264178°E
營盤古墓，是位於桃園市八德區霄裡里的義民塚，與林爽文事件有關。

## 歷史
清治時期，清廷官府調派義勇駐守霄裡以防原住民，留有相關的地名為「官路闕」、「營盤」。
乾隆五十三年（1788年）秋，林爽文事件的殘兵流竄霄裡附近，導至義民鄉勇因抵抗而陣亡。因多數屍首姓名、籍貫不詳、屍骨不全，由地方人士籌資收埋於今在霄裡里廿九鄰，以安旅魂，碑寫「乾隆五十三年十一月穀旦三保立、清故慷慨義烈諸君之神位」等廿多個字。每年農曆七月初一，霄裡、竹園里一帶居民祭拜祖先或到霄裡玉元宮、各地土地公等地祭拜後，會至此墓上香。
營盤古墓是八德區、大溪區保留的十一座義士塚最古老的。維護這些義士塚的義塚會在霄裡段買了約一點二公頃的農田，出租作為祭祀、維護費來源。1932年，營盤古墓重修。1939年，日人強迫解散義塚會，地方人士只好改組，取名「興風會」，繼續保持義士塚祭典事宜。八德區公所民政課所收藏的三七五減租約中，依然仍保留當時祀田的資料，如寫管理人是黃文達，租給竹園村山下店黃萬添耕耘。
戰後，興風會改組成為八德殘障教養院後，義士塚的數公頃義田租金亦歸教養院所有，教養院理監事自然承接每年春分、秋分兩次祭拜，率領院生準備三牲酒禮，固定到各義士塚焚香祭拜。
2013年春，由霄裡玉元宮、安安佛堂觀音寺重建營盤古墓。